# Rafał Dobrucki
Rafał Dobrucki (ur. 27 grudnia 1976 w Lesznie) – polski żużlowiec.
Syn Zdzisława Dobruckiego, również żużlowca.
Jest wielokrotnym medalistą mistrzostw Polski na żużlu, jak również wicemistrzem świata juniorów z 1997 roku. Karierę sportową rozpoczynał w 1993 r. w Polonii Piła. Od 2008 r. reprezentował zielonogórski Falubaz, z którym wywalczył brązowy medal DMP. W 2009 r. wraz z zielonogórską drużyną został po raz drugi w karierze drużynowym mistrzem Polski, powtarzając tym samym osiągnięcie z 1999, gdy udało mu się wygrać ligę w barwach Polonii Piła. W roku 2010 wywalczył  z drużyną Falubaz Zielona Góra wicemistrzostwo kraju, a rok później z tym samym klubem został Mistrzem Polski.
W 2011 r. podczas meczu Falubazu Zielona Góra ze Stalą Gorzów Wielkopolski uległ poważnej kontuzji. 21 września tego roku oficjalnie zakończył karierę. Był trenerem Falubazu Zielona Góra od sezonu 2012 do końca sezonu 2014.  W latach 2017-18 był trenerem Sparty Wrocław. W grudniu 2020 został trenerem żużlowej reprezentacji Polski.

## Starty w Grand Prix
| Sezon | Numer | 1     | 2     | 3     | 4   | 5      | 6     | 7   | 8   | 9   | Msc. | Pkt. |
| ----- | ----- | ----- | ----- | ----- | --- | ------ | ----- | --- | --- | --- | ---- | ---- |
| 1997  | 16    | CZE   | SWE   | DEU   | GBR | POL 1  | DNK   |     |     |     | 23   | 1    |
| 1999  | 24    | CZE   | SWE   | POL 8 | GBR | POL II | DNK   |     |     |     | 25   | 8    |
| 2000  | 22    | CZE 4 | SWE 3 | POL 3 | GBR | DNK 1  | EUR 5 |     |     |     | 21   | 16   |
| 2004  | 27    | SWE   | CZE 5 | EUR   | GBR | DNK    | SCA   | SVN | POL | NOR | 29   | 5    |

| Statystyki        | Statystyki |
| ----------------- | ---------- |
| Starty            | 8          |
| Zwycięstwa        | 0          |
| Miejsca na podium | 0          |
| Finalista         | 0          |
| Punkty            | 30         |

## Osiągnięcia
- Indywidualne Mistrzostwa Świata Juniorów:
  - 1997 - 2. miejsce
- Indywidualne Mistrzostwa Polski:
  - 1995 - 3. miejsce
  - 2010 - 3. miejsce
- Młodzieżowe Indywidualne Mistrzostwa Polski:
  - 1994 - 3. miejsce
  - 1995 - 1. miejsce
  - 1996 - 2. miejsce
  - 1997 - 3. miejsce
- Złoty Kask
  - 1998 - 2. miejsce
  - 1999 - 3. miejsce
  - 2007 - 2. miejsce
- Srebrny Kask:
  - 1995 - 1. miejsce
  - 1996 - 3. miejsce
  - 1997 - 1. miejsce
- Brązowy kask:
  - 1993 - 3. miejsce
  - 1994 - 2. miejsce
  - 1995 - 1. miejsce

## Inne ważniejsze turnieje
- Turniej o Koronę Bolesława Chrobrego - Pierwszego Króla Polski w Gnieźnie
  - 2008 - 1. miejsce - 13+3 pkt → wyniki
  - 1. miejsce w Memoriale im. Eugeniusza Nazimka (2006)
  - 1. miejsce w Memoriale Alfreda Smoczyka (1994)
  - 2. miejsce w Memoriale Alfreda Smoczyka Memoriał Alfreda Smoczyka (1996), (1997), (2008)
  - 3. miejsce w Memoriale Alfreda Smoczyka (1995),(2002)